# Centre européen de la jeunesse
Pour les articles homonymes, voir CEJ.

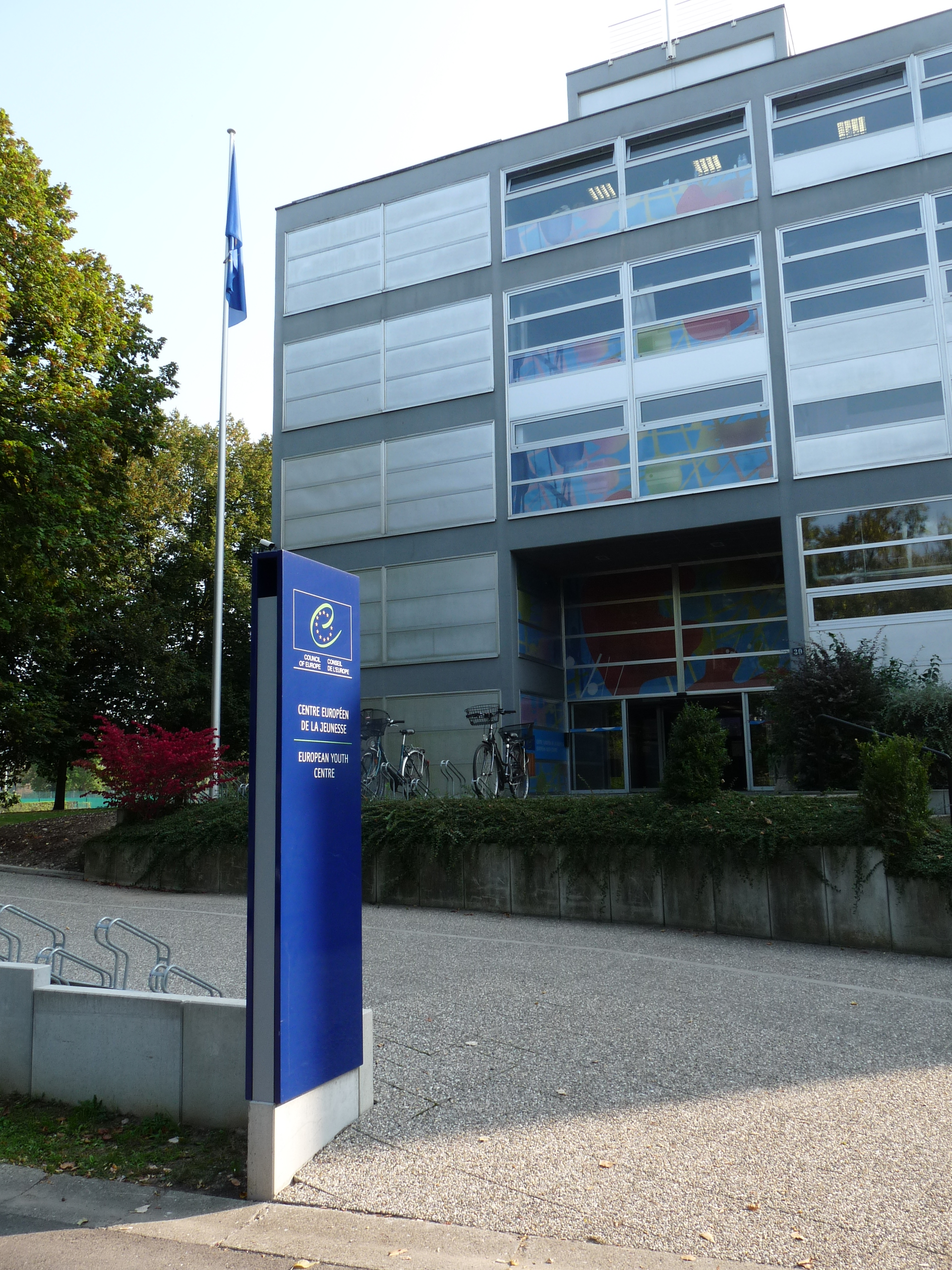
Le Centre européen de la jeunesse à Strasbourg (2009)

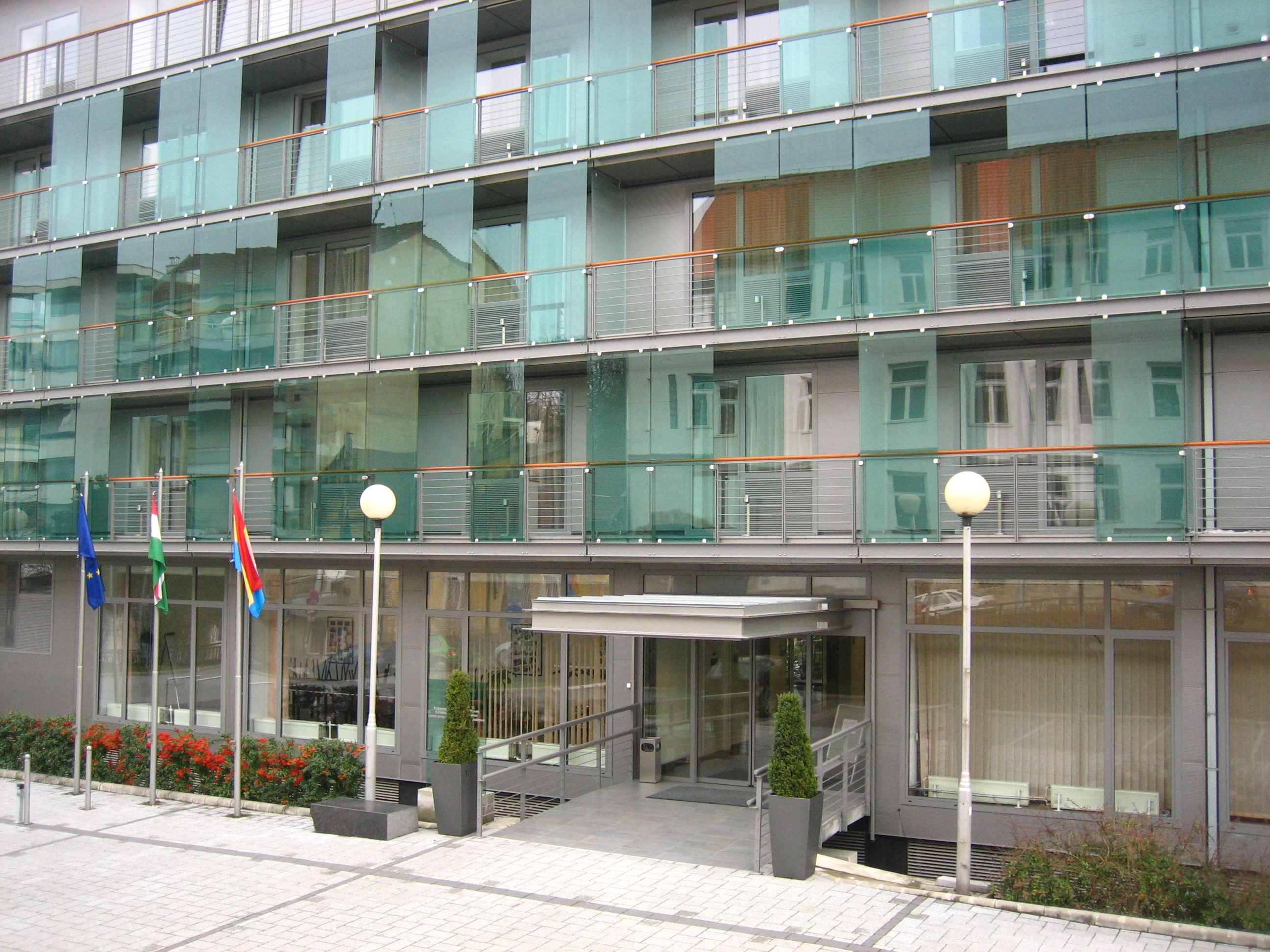
Le Centre européen de la jeunesse à Budapest (2008)

Le Centre européen de la jeunesse (CEJ) est une institution du Conseil de l'Europe, créée en 1972, qui possède deux implantations, l'une à Strasbourg dans le quartier du Wacken, l'autre à Budapest.